# Nomada icazti
Nomada icazti là một loài Hymenoptera trong họ Apidae. Loài này được Tsuneki mô tả khoa học năm 1976.